# Salisbury Island (Nunavut)
Salisbury Island (Inuktitut: Akulliq) ist eine unbewohnte Insel des Kanadisch-arktischen Archipels in der Qikiqtaaluk-Region des kanadischen Territorium Nunavut. 
Sie liegt in der Hudsonstraße südlich der Foxe-Halbinsel.
Die benachbarte Nottingham Island liegt 24 Kilometer südwestlich von Salisbury Island.
Ihre Landfläche beträgt 804 Quadratkilometer.
Die höchste Erhebung der Insel erreicht eine Höhe von 503 Metern. 
Salisbury Island ist 47 Kilometer lang und 23 Kilometer breit.
Die Insel wurde nach der englischen Stadt Salisbury benannt.